# 10679 Chankaochang
10679 Chankaochang è un asteroide della fascia principale. Scoperto nel 1979, presenta un'orbita caratterizzata da un semiasse maggiore pari a 2,9985305 UA e da un'eccentricità di 0,0446388, inclinata di 11,28956° rispetto all'eclittica.